# 闊葉樹
闊葉樹具有相对宽大、扁平的叶片，与针叶树相对。一般用法中，阔叶树等价于被子植物，针叶树等价于裸子植物。然而，虽然所有针叶树都是松柏目的裸子植物，裸子植物中也有少量阔叶物种，比如银杏与买麻藤。
| 裸子植物（不开花的种子植物） | 通常为被子植物（开花的种子植物） |
| 通常是常绿植物               | 既有常绿植物，又有落葉植物       |
| 软木                         | 通常是硬木                       |
| 针状或鳞片状叶               | 阔叶                             |
| 例如：冷杉属、云杉属、松屬   | 例如：山核桃属、枫属、栎属       |